# 영가초등학교
영가초등학교는 대한민국 경상북도 안동시 태화동에 있는 초등학교인데, 1962년 12월 10일에 개교되었다.

## 학교 연혁
- 1962년 12월 10일 영가국민학교 개교(안동사범 부속국민학교에서 분리)
- 1967년 2월 12일 현 위치로 이전
- 1972년 3월 1일 특수학급 개설
- 1996년 3월 1일 영가초등학교로 명칭 변경
- 2008년 2월 28일 영어체험교실 공사 완공
- 2009년 5월 25일 보건실 현대화 사업 완공
- 2010년 5월 1일 돌봄교실 운영
- 2012년 9월 10일 급식실 현대화 사업 완공
- 2013년 8월 20일 과학실 현대화 사업 완공
- 2013년 9월 12일 다목적 강당 준공
- 2019년 9월 1일 제26대 마태호 교장 부임
- 2020.02.14 제57회 졸업식(58명) 총 12,900명
- 2020.03.01 초등 19학급(특수 1), 유치원 3학급 편성
- 2020.09.01 제27대 이예걸 교장 부임

## 참고 자료
- 영가초등학교 - 한국교육학술정보원 학교알리미